# Resafa
Resafa ou Rusafa [da Síria] (em árabe: الرصافة الشام; romaniz.: Ruṣafa al-Sham), conhecida no período romano-bizantino como Sergiópolis (em latim: Sergiopolis; em grego: Σεργιόπολις) e brevemente como Anastasiópolis (em latim: Anastasiopolis), foi uma cidade localizada na província de Eufratense, na atual Síria. É um sítio arqueológico situado no sudoeste da cidade de Raca e do rio Eufrates.
Procópio de Cesareia descreve em pormenor as rampas e edifícios erigidos ali pelo imperador bizantino Justiniano. As muralhas de Resafa que ainda estão preservadas possuem mais de 1600 pés de comprimento e aproximadamente 1000 de largura; torres quadradas e circulares foram erigidas a aproximadamente cada 100 pés; há também ruínas duma igreja que três absides.

## Nomes
Na obra do geógrafo romano Ptolomeu é descrita como Resafa (em grego clássico: Ρεσάφα; romaniz.: Rhesapha). Também é chamada como Risapa na Tabula Peutingeriana e Rosafa na Notitia Dignitatum. Seu nome em árabe é Resafa ou Rusafa e significa calçava ou estrada asfaltada ou sinalizada.
Durante o período romano/bizantino, Resafa também foi conhecida como Sergiópolis (em latim: Sergiopolis; em grego: Σεργιόπολις), em homenagem a São Sérgio, e brevemente como Anastasiópolis (em latim: Anastasiopolis) após sua restauração pelo imperador Anastácio I Dicoro (r. 491–518).
Num marco miliário do Corpus Inscriptionum Latinarum é chamada de Estrada Diocleciana (em latim: Strata Diocletiana) e no Sobre a Guerra Pérsica do historiador bizantino Procópio de Cesareia há a menção a uma região nomeada Estrada.

## História

### Período aramaico
Resafa, atualmente em ruínas, localiza-se a 30 quilômetros ao sul do rio Eufrates numa depressão próximo das Montanhas Bichri sobre a antiga rota do deserto que liga Salamia a Raca ou Arraba. Por décadas foi associada pelos estudiosos à antiga cidade de Rasapa mencionada nas fontes acadianas como sede de governadores do Império Neoassírio na Mesopotâmia Superior, porém tal associação vem sendo questionada, com a localização proposta desta estando mais a nordeste, próximo do rio Cabur.
Apesar disso, há estudiosos, como Edward Lipiński, que preferem continuar a associá-las ao considerarem que tal revisão causaria conflito no relato bíblico de Resepa (Reis 19:12 e Isaías 37:12) no qual o rei Senaqueribe (r. 705-681 a.C.) envia emissários ao rei de Judá Ezequias ordenando a rendição de Jerusalém. Nesse episódio, os emissários mencionam que as deidades locais das cidades-estado aramaicas de Gozana, Harã e Resepa foram incapazes de impedir o avanço assírio. A. J. Couch, por sua vez, sugere haver duas Rasapa.